# Corona di Romania

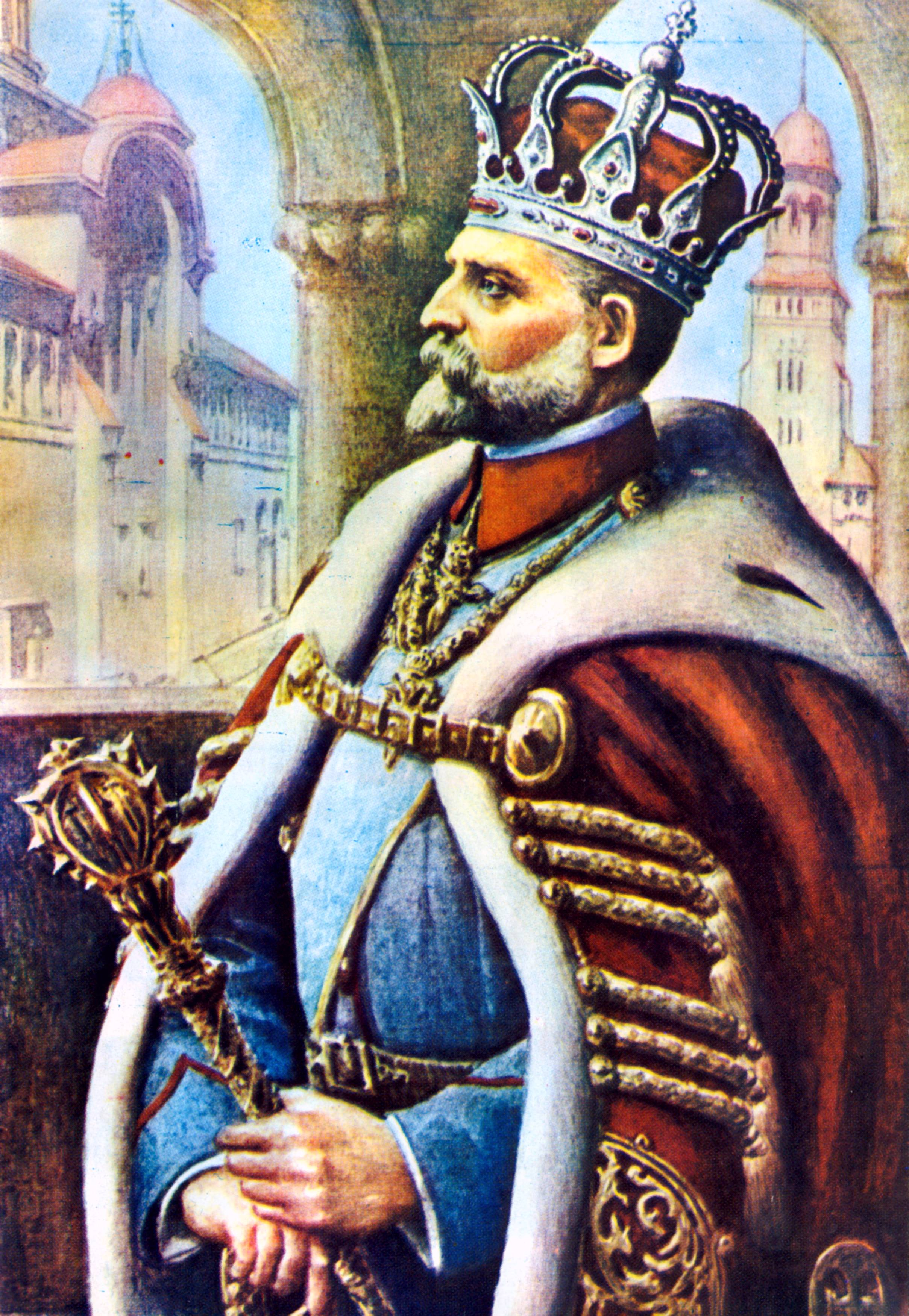
Ferdinando I con la corona di Romania.

La corona di Romania venne forgiata per il re Carlo I di Romania a Bucarest con l'acciaio di un cannone ottomano catturato dall'esercito rumeno durante la guerra di indipendenza.
Carlo I scelse l'acciaio, e non l'oro, per simboleggiare il coraggio dei soldati rumeni. È stata indossata durante la cerimonia della sua incoronazione e della proclamazione del Regno di Romania nel 1881.
La stessa corona è stata utilizzata anche per l'incoronazione del re Ferdinando I di Romania, avvenuta ad Alba Iulia nel 1922, e per l'incoronazione e l'unzione del re Michele I di Romania da parte del patriarca ortodosso rumeno Nicodim Munteanu nella cattedrale di Bucarest, il 6 settembre 1940.